# Битва при Йене и Ауэрштедте
Би́тва при Йе́не и А́уэрштедте (нем. Schlacht bei Jena und Auerstedt, фр. bataille d'Iéna) — два сражения во время наполеоновских войн, происходившие одновременно 14 октября 1806 года между Великой армией императора Наполеона I и прусскими войсками под общим командованием герцога Карла Вильгельма Фердинанда Брауншвейгского около населённых пунктов Йена и Ауэрштедт на территории Пруссии.

## Противостояние сил
В битве при Йене сошлись:
- А) Наполеон во главе основных сил французской армии общей численностью около 100 000 человек, однако корпуса вступали в битву по мере их подхода, и в целом вся масса армии участия в битве не принимала (фактически в битву вступили около 50 000 — 60 000 человек[2]);
- Б) князь Фридрих Людвиг Гогенлоэ-Ингельфинген, в распоряжении которого находилось, по разным подсчётам[1][2], от 27 000 до 62 000 человек (для второго варианта численности прусских войск следует учесть 15-тысячный корпус генерала Эрнста Рюхеля, который, хоть и прибыл на поле боя уже после разгрома и начала беспорядочного отступления основных сил Гогенлоэ, всё же принял участие в сражении в надежде переломить его ход).

В битве при Ауэрштедте сошлись:
- А) маршал Франции Луи Никола Даву во главе вверенного ему корпуса (24 000 пехоты и 1200 кавалерии при 44 орудиях);
- Б) герцог Карл Вильгельм Фердинанд Брауншвейгский во главе основных сил прусской армии (около 50 000 — 63 000 человек[3]).

Итогом сражений стало сокрушительное поражение прусских войск, фактический выход Пруссии из войны, а в более долгосрочной перспективе — подписание Тильзитского мира. По мнению Уртуля:
Ни одна из побед Наполеона не была столь же эффективна и полна, как эта.

<...>

В Йене Наполеон выиграл сражение, которого не мог проиграть. В Ауэрштедте Даву выиграл сражение, которого не мог выиграть.

(Ф.-Г. Уртуль Йена, Ауэрштедт. Триумф Орла)

## Обстановка перед битвой
После сокрушительного поражения антифранцузской коалиции в Битве трёх императоров, Наполеон за полгода перекроил карту Центральной Европы до неузнаваемости. В соответствии с подписанным 26 декабря 1805 года Пресбургским мирным договором император французов отобрал у Австрии следующие владения: Венецию, Истрию, Далмацию, Каттаро, Фриуль. В результате столь внушительных территориальных изменений Австрия потеряла порядка 17 % всего населения империи. Летом 1806 года 15 княжеств Южной и Центральной Германии были объединены Наполеоном в Рейнский союз, который де-факто находился под протекторатом Французской империи. Это стало концом тысячелетнего существования Священной Римской империи германской нации. Пользуясь плодами своих побед и памятуя попытки неаполитанских Бурбонов выйти из-под его контроля, Наполеон лишил их власти в Неаполе. Их место занял Жозеф Бонапарт, брат императора.
После поражения русско-австрийских сил на Праценских высотах изменила свою позицию Пруссия. От представителя Фридриха Вильгельма III, барона Хаугвица, Бонапарт потребовал заключить с Францией оборонительно-наступательный союз. Король согласился на требования Императора, и в декабре 1805 года такой договор был подписан. В качестве компенсации Наполеон уступил Пруссии Ганновер — континентальное владение короля Великобритании, занятое французами.
В начале 1806 года в Европе Наполеон имел противником лишь Россию, хотя Александр I всё же испытывал большие трудности в этой борьбе. Россия искала мира с Наполеоном, чтобы получить долгожданную передышку. В свою очередь, император французов недвусмысленно дал понять и Лондону, и Петербургу, что Франция тоже готова пойти на сепаратные мирные переговоры. Так, в феврале 1806 года министр иностранных дел Франции Шарль Талейран начал мирные переговоры с Англией, а в Париж из России был отправлен П. Я. Убри (не имевший, впрочем, мандата на подписание серьёзных дипломатических соглашений) для прощупывания почвы относительно возможного заключения мира. Однако переговоры Талейрана с английским двором не увенчались успехом, а российскому посланнику Убри были предъявлены слишком невыгодные условия, которые Александр I не захотел ратифицировать.
К осени 1806 года резко изменилась международная обстановка в Европе. Так, Пруссия, испытывая сильное волнение и недовольство из-за создания Рейнского союза, который угрожал целостности уже самой Пруссии, взяла курс на сближение с Петербургом и Лондоном. Такой шаг Фридриха Вильгельма III объясняется ещё и тем, что Франция могла отдать Ганновер Англии.
Пруссия, Россия и Британия, имея общий фактор раздражения — Наполеона — и довольно легко найдя другие точки соприкосновения, оформили в сентябре 1806 года Четвёртую антифранцузскую коалицию (несколько позже к ним присоединилась Швеция). Роли в коалиции были распределены по старому образцу: Англия оплачивала «пушечное мясо» России и Пруссии.
Наполеон хотел избежать новой войны. Он надеялся, что царь всё же ратифицирует российско-французский договор. Узнав об отказе Александра Павловича сделать это, Наполеон без каких-либо существенных колебаний приказал начальнику своего Главного штаба Луи Бертье отменить возвращение армии во Францию, и принять все необходимые меры для подготовки к новой войне.
В это время в правящих верхах Пруссии царил настоящий военный психоз. Пруссия, уверенная в том, что её армия — истинная хранительница заветов победоносного Фридриха II Великого, торопилась начать войну первой, чтобы ни с кем не делить лавры победы над Бонапартом.
1 октября Наполеону был предъявлен ультиматум, который требовал в течение десяти дней очистить от французских войск германские земли до Рейна. Ответа из Парижа требовали не позднее 8 октября. В победе не сомневался никто: высшее дворянство, генералитет и офицерство изо всех сил похвалялись, что проучат корсиканского выскочку, предводителя санкюлотов. В ожидании ответа на ультиматум пруссаки щеголяли парадами с победными криками и насмешками в адрес Бонапарта. Прусские офицеры открыто приходили к отелю, где располагался французский посланник, и «смело» точили свои сабли о ступени парадной лестницы. Некоторые из генералов заявляли, что война закончится в считанные дни, одним ударом, и сожалели, что прусская армия берёт с собой на войну ружья и сабли, — чтобы прогнать французов, было бы достаточно одних дубин. Боялись только одного, чтобы Фридрих Вильгельм III не заключил мира.
Великой армии Наполеона Пруссия была способна противопоставить 113 000—180 000 человек. Прусская армия состояла из двух частей: основными силами командовал фельдмаршал герцог Карл Брауншвейгский (де-юре и де-факто он был главнокомандующим всей прусской армии), вторая часть армии состояла из прусских и саксонских войск и находилась под командованием фельдмаршала Фридриха Гогенлоэ.
План прусских военачальников предполагал два варианта развития военных действий в предстоящей кампании. Первый вариант подразумевал придерживание оборонительной тактики с постепенным отступлением за реку Эльбу, а затем за реку Одер, с целью соединения со своими резервами и свежими русскими частями. После сбора сил в кулак данный план предполагал в конечном итоге дать Наполеону генеральное сражение. Однако прусский генералитет, свято чтивший традиции Фридриха Великого, практически единодушно и сразу признал для себя неприемлемым «опуститься» до отступления, вследствие чего этот план был отвергнут самым решительным образом. Выбор прусского командования пал на второй вариант действий, который предполагал следующее: вторжение на территорию союзной Франции Баварии, стремительная атака на разрозненные расквартированные французские корпуса с целью предотвратить их соединение. По замыслу пруссаков, это вынудило бы Наполеона отступить за Рейн.
|  |                                        |                                 |  |
|  | Фридрих Вильгельм III, прусский король | Наполеон I, император французов |  |

## Ход кампании

### Приготовления
6 октября Великая армия получила приказ скорым маршем выдвигаться к границам Пруссии. В этот же день Наполеон направил сообщение Сенату, в котором объявил, что Франция начинает военные действия против Пруссии. 8 октября 1806 года французская армия, сосредоточенная в Баварии, тремя колоннами пересекла границу, вторгнувшись на территорию союзника Пруссии — Саксонию. Центральной колонной, составленной из кавалерии, командовал маршал Иоахим Мюрат. За ним следовал император французов, возглавлявший главные силы. Прусской армии Наполеон противопоставил, по разным подсчётам, от 130 000 до 195 000 человек. Кроме того, план кампании, разработанный императором, предусматривал пополнение армии новобранцами из тыловых лагерей. Великая армия прошла Франконский Лес и вышла к Эльбе. Этим манёвром Наполеон вышел в тыл прусским соединениям, отрезав их тем самым от возможных путей отступления.
Как отмечают Клаузевиц и Тарле, Наполеон, в отличие от прусского командования, подошёл к подготовке кампании со всей тщательностью. Так, в сторону границы Пруссии выдвигалась не только французская армия, но и союзные императору силы: недавно созданный Рейнский союз выставил мобилизованный резервный корпус; Бавария предоставила 10 000 человек под началом Жерома Бонапарта. Кроме того, французские войска были обеспечены всем необходимым. Например, у каждого солдата было три пары обуви с собой, а также четвёртая пара — запасная — находилась в обозе. Благодаря этому армия Наполеона была очень мобильной для своего времени и совершала очень быстрые переходы. Форгейм и Варсбург были избраны в качестве штабных узловых пунктов Великой армии. В этих городах были устроены арсеналы, прикрываемые артиллерийскими батареями, а также склады для боеприпасов и 10 пекарен, обеспечивавшей пропитанием 30 000 солдат. Не обошёл стороной Наполеон и медицинское обеспечение армии: он предусмотрел военно-полевой госпиталь на 500 раненых. В целом же Наполеон был верен себе: «Война должна кормить сама себя».
Все приготовления к Прусской кампании 1806 года основывались на военном гении Наполеона и его маршалах. Планируя каждый свой шаг на театре военных действий, императорский штаб уделял самое пристальное внимание анализу разведданных, которые непрерывным потоком поступали от разветвлённой агентурной сети. Среди прочих, от таких разведчиков, как полковник Блен из Понтонерской и Сапёрной Школы, инженер-полковник в 1805 году; батальонный командир Гильемино, сотрудник историографического и географического ведомства Главной квартиры, адъютант Наполеона; батальонный командир Юар (Huart) (выпускник школы Меца, ранен при Монтебелло, участник битвы при Маренго и др). Поступавшие от этих и других офицеров разведданные имели чрезвычайную ценность, поскольку составлялись специалистами высшей квалификации: они не только оценивали маршруты движения вражеских войск, их моральное состояние и поведение, но и также анализировали ландшафт местности, ресурсы, и прочие важные для успешного ведения кампании факторы. Кроме офицеров французской армии, разведданные поступали от многочисленных агентов, услуги которых Наполеон щедро оплачивал.

### Первые столкновения
Первые авангардные бои произошли 9 и 10 октября и вскрыли несостоятельность прусского генералитета. Так, в сражении при Шлейце (9 октября) 4-й гусарский полк, бывший в авангарде французской армии под командованием Иоахима Мюрата, атакой с ходу обрушился на лёгкую кавалерию саксонцев, находящихся в подчинении принца Иоанна, и прусских гусар. После трёх атак кавалерия 4-го гусарского так и не смогла потеснить противника, но после того, как маршал ввёл в бой подкрепление в составе 27-го лёгкого, 5-го конно-егерского и 94-го линейного полков, союзники по антифранцузской коалиции были вынуждены отступить. Результатом сражения при Шлейце стала открытая генералом Тауэнцином дорога на Лейпциг.
Первым по-настоящему существенным столкновением этой кампании стала битва при Заальфельде, состоявшаяся 10 октября.
При Заальфельде французы имели 5-й корпус Великой армии, которым командовал маршал Ланн. Непосредственное участие в сражении принимали следующие соединения 5-го Корпуса: 17-й Лёгкий полк; 34-й, 40-й, 64-й и 80-й Линейные полки; 9-й и 10-й Гусарские полки, а также 21-й Конноегерский полк.
Ланну противостояли войска принца Людвига (примерно 7000 пехоты и 1300 кавалерии), который пал в кавалерийской стычке неподалёку от Шварца, сражённый ударом сержант-квартирмейстера Гиндея (Guindey).
Победа французского оружия была ошеломительной и полной. В результате нанесённого пруссакам поражения было убито, ранено и пленено более 1700 человек со стороны союзников. В качестве трофеев французам досталось 4 неприятельских знамени и 34 орудия. Кроме того, в Рудольштадте и Заальфельде Ланн захватил богатое военное содержимое в магазинах, а также фургоны с боеприпасами и багажом. Ланн потерял 172 солдата и офицера.
Тревогу и панику принесли с собой в главную штаб-квартиру прусского командования вести о поражении при Заальфельде. Спесь прусского генералитета заметно поубавилась, и в срочном порядке было решено отступать с целью сосредоточиться у Веймара (там собирались войска герцога Брауншвейгского) и Йены (туда было приказано идти армии князя Гогенлоэ).

## Марш Наполеона на Йену
Когда до Наполеона дошли сведения о триумфе Ланна при Заальфельде, он приказал маршалу Даву выдвигать свой 3-й Корпус по направлению на Наумбург. Этим манёвром Император планировал перерезать прусским войскам маршрут возможного отступления на Берлин. В свою очередь, герцог Брауншвейгский, оценив складывающуюся обстановку, решил начать отступление на Мерзебург, с целью дать Наполеону генеральное сражение в междуречье Заале и Эльбы. Князь Гогенлоэ получил приказ удерживать позиции у Йены, и по плану должен был обеспечивать прикрытие организованного отступления главной прусской армии герцога Брауншвейгского. После этих арьергардных боёв войска Гогенлоэ также должны были по возможности быстро отступить, не вступая в стычки с французскими частями. По мнению Клаузевица, прусское командование при планировании своих дальнейших действий, допустило ряд серьёзных просчётов и ошибок.
11 октября около Лангенберга гусары из эскадронов Лассаля взяли в плен около 100 пруссаков и захватили обоз из трёхсот фургонов, которые те охраняли. В это же время Наполеон, направлявшийся к Ауме, приказал войскам маршалов Даву, Бернадота и Сульта двигаться по дороге на Гере, а маршалам Ожеро и Ланну было приказано выдвигаться к Нейштадту, к которому те подошли вечером.
12 октября 3-й Корпус маршала Даву вместе с придаными ему в качестве подкрепления эскадронами драгун Луи Саюка продвигался к Наумбургу. Когда лёгкая кавалерия 3-го Корпуса, высланная маршалом вперёд, около 15:30 захватила понтонные переправы, прусские войска потеряли ещё одну часть своего обоза, который так и не был доставлен на противоположный берег. Французы наступали по всем направлениям:
- 5-й и 7-й Корпусы Ланна и Ожеро выдвигались на Йену;
- 1-й Корпус Бернадота и кавалерия Мюрата подходили к Наумбургу со стороны Цайца;
- к Гере подходил Наполеон в сопровождении 6-го Корпуса Нея, где они встретились с 4-м Корпусом Сульта.

С целью сбора разведданных Ланн выслал кавалерийские аванпосты к Лейпцигу. Ситуация для прусских войск становилась угрожающей…
13 октября на подкрепление к Ланну и Ожеро Наполеон выдвинул 6-й и 4-й Корпуса. К Гере же были направлены войска под командованием Клейна, д’Опуля и Нансути. Из полученных Наполеоном разведданных стало известно, что войска пруссаков отступают по направлению к Магдебургу. Соединениям, находившимся в авангарде и прикрывавшим от французов подходы к Йене, был дан приказ отступить и укрепиться на линии «Клозевиц — Люцерода». Пруссаки двигались тремя колоннами:
- к Клозевицу были направлены гренадеры из батальона Гервеца, пехота Цвайффеля и батарея из двух орудий;
- вторая колонна, также направлявшаяся к Клозевицу, включала в себя второй пехотный батальон Цвайффеля, а также егерей Вернера и Валентини;
- к Люцероду были отправлены фузилёры Розена и Эрихсена.

Со стороны Ландграфенберга отступление этих колонн прикрывалось пехотой Рихтена, а также гусарскими эскадронами Билы, лёгкой кавалерией Масарса и Богуславски.
Французы преследовали отступавших по дороге на Веймар пруссаков буквально по пятам. Так, например, 17-й Лёгкий полк Клапареда огнём своих стрелков потеснил противника неподалёку от Йены, а непосредственно в самом городе в плен попали около 30 прусских пехотинцев. Преследуя противника по веймарской дороге, 5-й Корпус Ланна обошёл стороной Коспеду, а примерно в 16:00 к месту будущего сражения прибыл сам император, который незамедлительно решил укрепиться на Ландграфенбергских высотах (это было сделано уже под прикрытием темноты).
План князя Гогенлоэ сводился к тому, чтобы наутро следующего дня нанести французам упреждающий удар. С этой целью князь решил укрепить корпус генерала Тауэнцина. Вечером в ставку Гогенлоэ был доставлен новый приказ короля Фридриха — удерживать Йену, прикрывая тем самым правофланговый манёвр основных сил пруссаков, который намеревалось провести силами Главной армии. Кроме того, 14 октября Гогенлоэ должен был отправить к Ауэрштедту дивизию генерала Козена в качестве подкрепления для армии герцога Брауншвейгского.

## Битва при Йене

### Диспозиция сторон при Йене
Вечером 13 октября основные силы Наполеона, состоящие из корпусов Сульта, Нея и резервной кавалерии Мюрата подошли к Йене и заняли её. На расстоянии прямой видимости от французов виднелись огни прусских костров: то была армия князя Гогенлоэ. Император принял решение атаковать противника с первыми лучами солнца, о чём и сообщил своим генералам.
Узнав о том, что французы заняли Йену, князь Гогенлоэ, тем не менее, не был осведомлён, что перед ним главные силы неприятеля во главе с самим Наполеоном. Полагая, что перед ним лишь часть сил противника, князь решился на оборонительный бой утром следующего дня. На сегодняшний день очень сложно (или даже практически невозможно) доподлинно установить, почему подготовка пруссаков к сражению была столь плохой, однако необходимо признать тот факт, что Гогенлоэ не посчитал нужным сделать даже минимум приготовлений — составить диспозицию на следующий день.
С другой стороны, Наполеон полагал, что перед ним находятся главные силы прусской армии. Будучи уверенным в этом, император распорядился провести рекогносцировку самым тщательным образом. Кроме того, по его приказу ночью было проведено основательное укрепление позиции: французскими войсками была занята гора Ландграфенберг, господствовавшая над полем боя. Данный манёвр был организован силами 30 тысяч французов, которые устроили позицию на Ландграфенберге и установили артиллерийские батареи на её склонах, заняв при этом чрезвычайно выгодную позицию против армии Гогенлоэ.
На левом фланге французской армии стоял 7-й Корпус маршала Ожеро. В центре французских позиций стоял 5-й Корпус маршала Ланна. В стыке между ними заняла позиции императорская Гвардия. На правом фланге располагался 4-й Корпус под командованием маршала Сульта.

### Силы сторон при Йене

#### Армия князя Гогенлоэ
Под началом князя Гогенлоэ находились:
| Силы                                                  | Состав                                                                                                | Численность                       |
| ----------------------------------------------------- | --- | --------------------------------- |
| Участники сражения при Заальфельде и саксонские части | - 9,5 батальонов пехоты (саксонцы) - 8 эскадронов кирасир - 16 эскадронов драгун - 8 эскадронов гусар | - менее 7000 - 1200 - 2400 - 1200 |
|                                                       | | Всего: менее 10 000               |
| Корпус генерала Тауэнцина                             | - 9 батальонов пехоты - 9 эскадронов кавалерии - 1 артиллерийская батарея;                            | - 6500 - 1400 - около 100         |
|                                                       | | Всего: около 8000                 |
| Дивизия генерала Граверта                             | - 11 батальонов пехоты - 25 эскадронов кавалерии - 3,5 артиллерийские батареи                         | - 8000 - 3800 - около 400         |
|                                                       | | Всего: около 12 200               |
| Дивизия Цецешвица 1-го (саксонцы)                     | - 12 батальонов пехоты - 16 эскадронов кавалерии - 4,5 артиллерийские батареи                         | - 8600 - 2400 - около 500         |
|                                                       | | Всего: около 11 500               |
| Резервная дивизия генерала фон Притвица               | - 8,5 батальонов пехоты - 9 эскадронов кавалерии - 3 артиллерийские батареи                           | - 6500 - 1400 - около 300         |
|                                                       | | Всего: около 8200                 |
| Корпус генерала Рюхеля                                | - 1 армейский корпус                                                                                  | - 15’000                          |
|                                                       | | Всего: около 15 000               |

Однако не все войска, находившиеся под началом Гогенлоэ, вступали в битву. Учитывая этот факт, силы пруссаков под Йеной оцениваются так:
ВСЕГО: около 33 400 пехоты, 11 800 кавалерии и 15 артиллерийских батарей (приблизительно 2 000 артиллеристов), не считая корпус Эрнста Рюхеля, вступившего в битву на завершающем этапе.

#### Армия императора Наполеона I
Армия Наполеона, подходившая к полю боя у Йены, насчитывала около 90 000 человек, но фактически вся масса войск в сражении задействована не была. Части, с которыми Бонапарт разбил Гогенлоэ, включали следующие соединения:
| Силы                              | Состав                                                   | Численность                                                                                                |
| --------------------------------- | -------------------------------------------------------- | --- |
| 4-й корпус маршала Сульта         | - Пехота - Кавалерия - Артиллерия                        | - 25 700 (фактически — 9000) - 1400 - 48 орудий (из них 42 — трофейные)                                    |
|                                   |                                                          | Всего: около 11 000                                                                                        |
| 5-й корпус маршала Ланна          | - Пехота - Кавалерия - Артиллерия                        | - 19 000 - 1500 - 28 орудий                                                                                |
|                                   |                                                          | Всего: около 21 000                                                                                        |
| 6-й корпус маршала Нея            | - Пехота - Кавалерия                                     | - 4000 - 1100                                                                                              |
|                                   |                                                          | Всего: около 5100                                                                                          |
| 7-й корпус маршала Ожеро          | - Пехота - Кавалерия - Артиллерия                        | - 15 500 пехоты (фактически — 9000) - 1000 - артиллерия корпуса                                            |
|                                   |                                                          | Всего: около 17 000                                                                                        |
| Главный резерв                    | - Императорская Гвардия                                  | - 4000 (в сражении не участвовали) - 2000 (в сражении не участвовали) - 26 орудий (фактически — 14 орудий) |
|                                   |                                                          | Всего: 14 орудий                                                                                           |
| Резервная кавалерия принца Мюрата | - Кирасиры и карабинеры - Драгуны, конные егеря и гусары | - 5000 - 8600                                                                                              |
|                                   |                                                          | Всего: фактически — около 3500                                                                             |

ВСЕГО: фактически — около 40 000 пехоты, 8500 кавалерии, 110 орудий.
При Йене Император мог рассчитывать на ещё больший численный перевес над противником, однако маршал Бернадот, под началом которого находилось 18 500 пехоты, 1500 кавалерии и 34 орудия, несмотря на приказ, не спешил на помощь ни к Наполеону, ни к Даву, который сражался близ Ауэрштедта с втрое превосходящим его по численности противником.

### Ход Йенского сражения
Сражение при Йене началось 14 октября 1806 года в 6:00, когда первые солнечные лучи развеяли пелену густого тумана, нависшего белым покрывалом над противниками. Как только маршал Ланн увидел войска князя Гогенлоэ и оценил их диспозицию, он приказал 5-у Корпусу атаковать пруссаков. Примерно к 9:00 после нескольких мощных атак Ланн заставил отойти генерала Тауэнцина и его 8000 человек авангарда. Благодаря этой локальной победе французы заняли позиции неприятеля и укрепились около Коспеды, Лютцерода и Клозвица. Гогенлоэ осознал, что авангард его армии потеснён Ланном лишь в тот момент, когда беспорядочно отступающие остатки разбитого корпуса Тауэнцина пробегали мимо его Ставки. Это свидетельствует о том, насколько плохо в прусской армии была налажена связь и курьерская служба. Чтобы хоть как-то противостоять французским атакам, князь стал спешно выводить свои войска из лагерей с целью собрать их в одном месте, чтобы удержать свои позиции до прихода генерала Эрнста Рюхеля, которому была отправлена депеша с приказом немедленно выводить свой 15-тысячный корпус из Веймара на помощь князю. После сбора своей армии Гогенлоэ повёл её к деревне Фирценгейлиген, чтобы там встретить накатывающую массу французской армии.
Тем временем на подмогу войскам Ланна шли подкрепления:
- 4-й Корпус маршала Сульта поднимался к Клозвицу со стороны долины р. Заале. Во время своего марша Сульт натолкнулся на отряд генерала Гольцендорфа, прикрывавшим своей позицией в лесу левый фланг Гогенлоэ. Французы не могли выбить неприятеля из леса в течение двух часов, однако Гольцендорф, потеряв около 5000 солдат, всё же был вынужден отступить.
- 7-й Корпус маршала Ожеро двигался на Коспеду через Мюхтальское ущелье[2].

Движение прусской армии, идущей на Фирценгейлиген, было замечено маршалом Неем, который без колебаний выдвинулся к этой деревне и укрепился там с 3000 солдат из своего 6-го Корпуса. Будущий князь Москворецкий оправдал данное ему Наполеоном прозвище «храбрейшего из храбрых»: горстка французских войск под его началом в течение часа отражала атаки основных сил князя Гогенлоэ, которые тщетно пытались выбить Нея из Фирценгейлигена. Как заметил Клаузевиц в своём труде «1806 год» и Уртуль в «Триумфе Орла», одной из многочисленных причин поражения Пруссии в кампании против Наполеона стало то, что они по-прежнему использовали устаревшую линейную тактику, которая подразумевала подход к противнику на определённую дистанцию и ведение массированного огня без прицеливания. В то же время французские ветераны, весьма преуспевшие в стрельбе из рассыпного строя, тактически были наголову выше противника. В результате безрезультатных и в каком-то смысле самоубийственных атак на позиции 6-го Корпуса, пруссаки и саксонцы понесли тяжёлые потери, что, впрочем, не умаляет героизма и упорства союзников.
Однако и силы Нея были не безграничны. Понимая это, Наполеон приказал маршалу Ланну оказать помощь 6-му Корпусу. Официальная французская сводка гласила:
…от двухсот пятидесяти до трехсот тысяч человек при поддержке семисот или восьмисот орудий сеяли смерть, являя собою одно из нечастых в истории зрелищ. Обе стороны непрестанно маневрировали, как на параде. В наших войсках ни на мгновение не возникло сомнение в победе…
Вместе с тем, в немецких и некоторых российских источниках указывается, что причиной неудачи прусско-саксонской армии стали не устаревшие принципы линейной тактики, а то обстоятельство, что князь Гогенлоэ развернул свои войска перед Фирценгейлигеном, не двинув их решительно на штурм, так как не желал рисковать до подхода корпуса Рюхеля. В результате три прусские дивизии в течение полутора часов стояли напротив удобной для обороны позицией французов под мощным ружейным и пушечным огнем последних, что серьезно расстроило и ослабило ряды немецкой пехоты. Также следует указать, что прусский средний командный состав в ходе кампании 1806 г. действовал крайне безынициативно и часто упускал успех там, где обстановка требовала решительных самостоятельных действий - просто в силу привычки мирного времени, когда самостоятельность и инициатива офицеров не поощрялись.
Получив около 13:00 донесение о том, что резервная кавалерия Мюрата и две свежие дивизии 6-го Корпуса развернулись в боевой порядок и ждут приказов, Наполеон приказал дождаться завершения манёвра 4-го и 7-го корпусов Великой армии, после чего отдал приказ об атаке всеми силами, включая резервы. Одновременная фланговая атака Сульта и Ожеро, подкреплённая 5-м Корпусом Ланна и частями резерва, смяла пруссаков и саксонцев. Разгромленные союзники пустились в паническое бегство. Правильное отступление совершал только гренадерский батальон саксонцев, охранявший князя Гогенлоэ…
Около 14:00 к месту сражения прибыл 15-тысячный корпус Эрнста Рюхеля, который уже ничего не мог сделать, кроме как обеспечить прикрытие беспорядочно отступающих. Не разобравшись в ситуации и не осознавая, что сражение при Йене проиграно, Рюхель опрометчиво ринулся на французов. Видя немногочисленные французские пехотные авангарды, Рюхель развернул пехоту в две линии, развернув кавалерию на фланги и двинул корпус в решительную фронтальную атаку, потеснив французов из корпуса Ланна. Однако его сил хватило ненадолго: к Ланну присоединился корпус Сульта, что дало французам численное преимущество. Быстро сориентировавшись, Рюхель понял свою ошибку и отдал приказ отступать, бросив кавалерию в атаку для прикрытия отхода пехоты. Однако в этот момент с фланга его корпус атаковала тяжелая кавалерия Мюрата: корпус Рюхеля был смят французами и обращён в бегство. Ошибка Рюхеля дорого обошлась пруссакам, так как его действия просто-напросто увеличили и так огромные потери.
Преследование бегущих союзников возглавил маршал Мюрат, бросивший вослед неприятелю свою кавалерию. Часть беглецов пыталась укрыться в Веймаре и бросилась было туда, но французские кавалеристы, как говорится, «на плечах» пруссаков ворвались в Веймар и устроили избиение противника, не щадя практически никого.
Другая группа отступающих союзников вместе с князем Гогенлоэ попыталась спастись в Наумбурге, чтобы там слиться с войсками герцога Брауншвейгского. Можно себе представить, каковы же были удивление, шок и растерянность союзников, когда под Буттельштадтом они натолкнулись на ещё одну толпу беглецов. То была разбитая маршалом Даву при Ауэрштедте армия герцога Брауншвейгского.
14 октября 1806 года стало чёрным днем для всей Пруссии. Армия короля Фридриха, которая без труда должна была справиться с армией «предводителя санкюлотов», была разгромлена в течение одного дня, практически прекратив своё существование в качестве организованного военного образования…
|  |                                                   |                                                     |                                                                 |  |
|  | Маршал Франции Жан Ланн, командующий 5-м Корпусом | Маршал Франции Мишель Ней, командующий 6-м Корпусом | Маршал Франции Иоахим Мюрат, командующий кавалерийским резервом |  |

## Битва при Ауэрштедте

### Диспозиция сторон при Ауэрштедте
Примерно в то же самое время, когда Наполеон выводил корпусы Сульта, Ланна, Ожеро, Нея, Мюрата, а также свою Гвардию, из Йены, основная армия прусского короля, которую де-факто возглавлял герцог Брауншвейгский, направлялась из Веймара в Наумбург. Пруссаки переночевали в деревне Ауэрштедт, в непосредственной близости (а именно — в деревнях подле Наумбурга) от французов, которыми командовали маршалы Даву и Бернадотт.
Чтобы соединиться с войсками Наполеона со стороны Апольды, на равнинах позади Йены, маршалам необходимо было переправиться через Заале перед Наумбургом и пройти через узкую долину Козен. Получив от Наполеона приказ идти на соединение с ним, маршалы Даву и Бернадот начали своё движение по направлению к основным силам французов: Даву выбрал направление через Эккартсберг, Бернадот — через Дорнбург. Марш 3-го Корпуса Даву был преграждён основными силами пруссаков, с которыми находились король Фридрих и герцог Карл Брауншвейгский, а также фельдмаршалы Вихард фон Мёллендорф и Фридрих фон Калькройт.
По мнению командующего французскими корпусами — Даву — ему противостояли не основные силы короля Фридриха. Маршал был уверен, что прусский король с главными силами выступили против Бонапарта. Более того, Даву не был осведомлён и том, насколько пруссаки были близко от его сил в Ауэрштедте. Тем не менее, маршал принял правильное решение занять в ночное время позицию на крутых склонах Козена. Ни герцог Брауншвейгский, ни король Фридрих не оценили должным образом обстановку и не заняли Козен, допустив практически аналогичную с князем Гогенлоэ ошибку, который оставил без охранения и должного внимания Ландграфенбергскую высоту близ Йены.

### Силы сторон при Ауэрштедте

#### Армия герцога Брауншвейгского
Под началом герцога Брауншвейгского находились:
| Силы                                                                              | Состав                                                                                       | Численность               |
| --------------------------------------------------------------------------------- | -------------------------------------------------------------------------------------------- | ------------------------- |
| Главные силы под командованием герцога Брауншвейгского                            |                                                                                              |                           |
| Дивизия Виллема I, принца Оранского                                               | - 11 батальонов пехоты - 15 эскадронов кавалерии - 2 пешие и 1 конная артиллерийская батарея | - 8000 - 2500 - около 400 |
|                                                                                   |                                                                                              | Всего: около 10 900       |
| Дивизия генерала фон Вартенслебена                                                | - 11 батальонов пехоты - 15 эскадронов кавалерии - 3 пешие и 1 конная артиллерийская батарея | - 8000 - 2500 - около 500 |
|                                                                                   |                                                                                              | Всего: около 11 000       |
| Дивизия генерала фон Шметтау                                                      | - 12 батальонов пехоты - 15 эскадронов кавалерии - 2 пешие и 1 конная артиллерийская батарея | - 8500 - 2500 - около 400 |
|                                                                                   |                                                                                              | Всего: около 11 400       |
| Резерв главной армии под общим командованием фельдмаршала Фридриха фон Калькройта |                                                                                              |                           |
| Дивизия генерала фон Кунгейма                                                     | - 8 батальонов пехоты - 15 эскадронов кавалерии - 2 пешие и 1 конная артиллерийская батарея  | - 6000 - 2500 - около 400 |
|                                                                                   |                                                                                              | Всего: около 8900         |
| Дивизия генерала фон Арнима                                                       | - 10 батальонов пехоты - 10 эскадронов кавалерии - 2 пешие и 1 конная артиллерийская батарея | - 7400 - 1500 - около 400 |
|                                                                                   |                                                                                              | Всего: около 9300         |

Позднее с этой армией соединился Гебхард Блюхер (в то время ещё генерал-лейтенант).
Резервный корпус принца Вюртембергского, в составе которого находилось около 15 000, выдвинулся из Магдебурга на соединение с главными силами слишком поздно, и не принял участие в сражении.
ВСЕГО: около 36 500 пехотинцев, 11 500 кавалеристов и 16 артиллерийских батарей (без учёта войск под командованием Блюхера).

#### Армия маршала Даву
Под началом маршала Луи-Николя Даву находились:
| Силы                         | Состав                            | Численность                 |
| ---------------------------- | --------------------------------- | --------------------------- |
| 3-й корпус маршала Даву      | - Пехота - Кавалерия - Артиллерия | - 24 000 - 1200 - 44 орудия |
|                              |                                   | Всего: около 27 000         |
| 1-й корпус маршала Бернадота | - Пехота - Кавалерия - Артиллерия | - 18 500 - 1500 - 34 орудия |
|                              |                                   | Всего: около 20 000         |

ВСЕГО: 24 000 пехоты, 1200 кавалерии и 44 орудия 3-го корпуса маршала Даву. В сражении принимал участие лишь его 3-й корпус, в то время как войска, вверенные императором Бернадоту, бездействовали.
Таким образом, соотношение сил при Ауэрштедте было 2:1 в пользу пруссаков.

### Ход Ауэрштедтского сражения
Находившиеся на марше к Наумбургу французские войска, возглавляемые дивизионным генералом Гюденом, в 7 часов утра были остановлены близ Поппеля прусскими кавалеристами, которых поддерживала артиллерия. Вот как описывает этот эпизод Чандлер:
Генерал во время марша своей дивизии в авангарде III корпуса Даву …внезапно наткнулся на 4 эскадрона и 1 батарею пруссаков. Гюден сразу принял меры предосторожности, построив свою пехоту в каре, прежде чем продолжить путь. Затем, когда поднялся туман, стала видна прусская кавалерия на расстоянии около 1000 ярдов. Гюден, не теряя времени, открыл огонь. Это заставило сразу же замолчать пушки пруссаков, а их кавалерия пустилась в бегство…

Д. Чандлер. Военные кампании Наполеона
Как только Даву стало известно о пруссаках, он приказал Гюдену закрепиться в Хассенгаузене. На этом участке французам противостояла дивизия генерала фон Шметтау численностью около 11 400 человек. Задачей его сил было перекрыть продвижение корпуса Даву на Козен. Пока фон Шметтау готовился атаковать Хассенгаузен, к его левому флангу на подмогу прибыла кавалерия, возглавляемая Блюхером. Скоординированным ударом фон Шметтау и Блюхер оттеснили продвигавшиеся силы Гюдена назад к Хассенгаузену.
В 8:30 утра прибыла дивизия генерала фон Вартенслебена (около 11 000 человек). Его пехота получила приказ укрепить левый, а кавалерия — правый фланг прусских сил. К 9:00 утра на подмогу к Гюдену прибыла кавалерия, а в 9:30 его позиция была усилена дивизией генерала Фриана и 12-фунтовыми орудиями. Эти силы укрепились справа от Гюдена. Наступающие французы стали теснить кавалерию Блюхера назад. Не видя других вариантов развития сражения, Блюхер отдал своей кавалерии приказ атаковать войска Гюдена и Фриана. В этот же момент в атаку пошли два полка герцога Брауншвейгского, однако прусская атака захлебнулась: три эскадрона кавалерии и пехота были остановлены и отброшены назад.
Примерно в 10:00 герцог Брауншвейгский отдал приказ всем своим войскам идти на приступ Хассенгаузена. Вскоре после этого герцог был тяжело ранен (рана оказалась смертельной) и вывезен с места сражения. Генерал фон Шметтау также был тяжело ранен и увезён с поля боя. С потерей этих двух командиров, организованное командование прусскими силами практически прекратилось. Войска находились в тяжелейшем положении…
Пехота Освальда и Принца Оранского, будущего короля Нидерландов Виллема I, прибыла к месту боя в 10:30 утра. В этот момент король Фридрих принял своё единственное решение — разделить силы принца на два фланга. В это же время дивизия генерала Морана прибыла на помощь потрёпанному левому флангу Гюдена.
Теперь, когда Даву ясно увидел колебание прусской пехоты, в 11:00 он отдал приказ своей пехоте идти в контратаку. В результате общего наступления французов войска центра фон Шметтау были полностью разбиты и отброшены за Лиссбахский ручей, кавалерия Блюхера выдохлась и также отступила, а фон Вартенслебен пытался хоть как-то перегруппировать свои силы.
Прусский король осознал, что всё потеряно, и отдал приказ о всеобщем отступлении.
|  |                                 |                               |                                 |  |
|  | Дивизионный генерал Этьен Гюден | Дивизионный генерал Луи Фриан | Дивизионный генерал Шарль Моран |  |

## Итоги и последствия
В результате ошеломившего всю Пруссию поражения при Йене и Ауэрштедте союзники потеряли более 20 000 человек убитыми и ранеными, а также 18 000 пленными. Большая часть прусской артиллерии оказались в руках французов. Было убито, ранено и пленено 20 генералов.
27 октября, то есть менее, чем через две недели после Йенской катастрофы, император французов с триумфом въехал в Берлин в окружении четырёх своих маршалов и нескольких элитных (преимущественно конных гренадерских и егерских) подразделений Великой армии. Моральное состояние пруссаков было столь сильно подавлено, что всего через месяц после начала войны (то есть 8 ноября) Наполеону сдался прекрасно укреплённый Магдебург. Кроме того, с 15 октября по 5 января 1807 года французам сдались следующие крепости: Эрфурт, Шпандау, Штеттин, Кюстрин, Ченстохова, Хамельн, форт Плассенбург, Глогау и Бреславль.
Пруссия пала. Победа французского оружия в кампании 1806 года была полной, сокрушительной и безоговорочной. Правительство, генералитет и народ Пруссии были подавлены и отказались от сопротивления императору. По мнению самого Наполеона, Йена стала третьим самым счастливым днем в его жизни после победы при Маренго и под Аустерлицем.
Как отмечал Клаузевиц, Пруссия «погибла из-за своих форм государственного устройства». Феодальное королевство Фридриха Вильгельма III, законсервированное в своём развитии из-за упадка правительственного аппарата и опиравшиеся на одни лишь заслуги своих предков, не выдержало столкновения с революционно-новаторским подходом Франции, выраженным как в новой тактике ведения боевых действия, так и в более прагматичном подходе Наполеона при назначении на руководящие посты в армии.
После поражения при Йене руководящими кругами были сделаны соответствующие выводы, в результате которых была начата модернизация армии, одними из идеологов и претворителей в жизнь которой были Карл фон Клаузевиц, Герхард фон Шарнхорст и Август фон Гнейзенау.
|                                            |                                          |
| Картина Шарля Мейнира «Наполеон в Берлине» | Памятный знак на месте сражения при Йене |